# Gos de vidre de Wallertheim
El Gos de vidre de Wallertheim és una estatueta de vidre policrom descoberta al jaciment arqueològic de Wallertheim d'Alemanya, en una tomba celta que data de la fi del període de La Tène.

## El jaciment arqueològic de Wallertheim

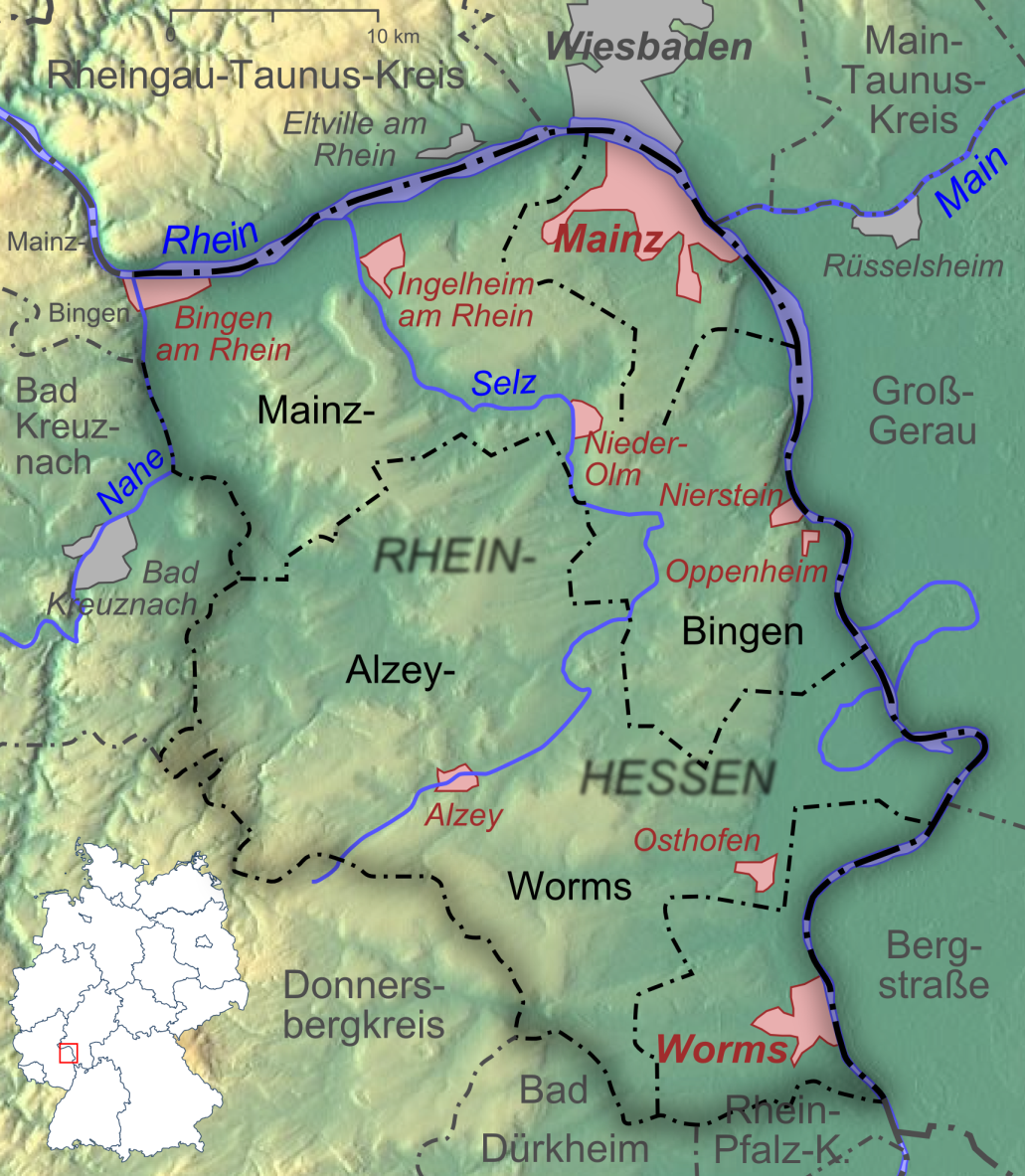
El Hesse Renà travessat pel Wiesbach

Wallertheim és un poble que depèn de la municipalitat de Wörrstadt, situada al districte d'Alzey-Worms en el Hesse Renà, al sud-est del land de Renània-Palatinat, i coneguda pels seus descobriments arqueològics de l'edat de pedra i la civilització celta. El jaciment es troba sobre en una antiga fàbrica de rajola al sud-oest de l'estació del poble, als turons travessats pel Wiesbach a vint-i-cinc quilòmetres de Magúncia.
És un dels jaciments més coneguts del Paleolític mitjà d'Alemanya. La seua fama es remunta als anys 1920, quan Otto Schmidtgen, l'antic director del Museu d'Història Natural de Magúncia, va començar a excavar en els sediments del plistocé deixats pel Wiesbach. El 1927 i 1928, una gran quantitat de material arqueològic es va desenterrar d'una excavació d'uns 430 m² per l'equip de Schmidtgen: centenars d'objectes lítics conservats en el Museum für die Archäologie dels Eiszeitalters del Castell Monrepos de Neuwied i en el Museu d'Història Natural de Magúncia, i més de 12.500 restes de fauna atribuïts a les activitats dels caçadors neandertals, amb nombroses restes de bisons.
Altres campanyes d'excavació s'hi feren el 1938, 1970, 1978 i 1979, i després en els anys 1990, a iniciativa de la Universitat de Connecticut, en col·laboració amb el Museu Central Romanogermànic de Magúncia i el despatx del Landesamt für Kultur und Denkmalpflege, realitzades per un equip dirigit per Nicholas J. Conard. Les restes de grans bòvids i cavalls són les més nombroses, seguides de les de daines, senglars, cérvols i castors, que fan palés un entorn interglacial. Els objectes trobats han permès demostrar que estaven classificats segons la utilitat: la majoria són rascadores de quarsita, però també n'hi ha objectes d'andesita, de riolita i d'àgata.
Dues espècies d'èquids (de la família dels cavalls) s'han trobat a Wallertheim. Un és l'ancestre immediat de l'ase europeu modern, i l'altre és l'avantpassat directe del cavall modern, tots dos extingits cap al 10000 abans de la nostra era.

## El gos de vidre policrom
El 1951 es van trobar en el jaciment tombes de l'època de La Tène, i en destacaven dues de contigües numerades 31 i 32. En una se'n va descobrir, entre d'altres, l'estatueta d'un gos en vidre policrom al costat d'una sepultura d'incineració. Data del segle II abans de la nostra era.
De tots els descobriments, el més conegut és el Gosset de Wallertheim. És una figureta que formava part de l'aixovar funerari d'un xiquet. És molt menuda (2,1 cm de longitud por 1,6 cm d'alçada) i és de vidre blau, ratllat amb fils blancs en el cos. És rabassut, cilíndric, buit i obert per darrere. Té les potes curtes i amples, la cua alçada i en espiral, caiguda cap endavant, i orelletes punxegudes sobre el cap allargat una mica desproporcionat, amb fils grocs també.
Les representacions de gossos són relativament escasses en aquest període de la cultura celta. N'hi ha estatuetes d'argila, de bronze, de ferro o d'atzabeja; mai, però, de vidre. El Gos de Wallertheim és únic en el món.
La figureta es mostra en el Museu del Land de Magúncia. Sobrenomenat Kelti, el gosset ha esdevingut el símbol dels tallers pedagògics del museu.